# The Hard Times
The Hard Times es un sitio web satírico centrado en el punk (especialmente el hardcore punk y el screamo de la primera ola), la música alternativa y la cultura milénica. fundado en 2014 por el exeditor musical de SF Weekly, Matt Saincome, su hermano Ed Sarent y el comediante Bill Conway. Se ha comparado con The Onion, ClickHole y Reductress en estilo, y ha recibido elogios por su especificidad y atractivo de nicho.
The Hard Times también publica Hard Drive, una vertical de videojuegos satíricos, presenta programas de stand up en festivales de música y produce pódcasts. A partir de 2021, la red de pódcasts Hard Times incluía:
- The Hard Times Podcast, presentado por los cofundadores Bill Conway y Matt Saincome.
- The Hard Drive Podcast, presentado por los cocreadores de Hard Drive Jeremy Kaplowitz y Mark Roebuck.
- Hard Money's Million Dollar Podcast
- The First Ever Podcast, presentado por Jeremy Bolm, vocalista de Touché Amoré.
- Fanboys
- Up the Blunx
- Coward Hour, presentado por los comediantes Brendan Krick y Nik Oldershaw.
- The Ace Watkins Presidential Hour
- The Pitch Group, presentado por Eric Navaro.
- The Horror Times, presentado por Tiana Miller, Lauren Lavin y Dan Rice.
- Hipsterocracy, presentado por el comediante Johnny Taylor Jr.
- Vert Button, presentado por Bill Conway, Andrew Cannon y Tim Ward.
- Deep Dive in the Shallow End, presentado por Kris Casey y Jeremy Kaplowitz.

El contenido publicado por The Hard Times normalmente se difunde de forma viral a través de la participación en redes sociales como Facebook. El sitio tiene un promedio de entre 2 y 6 millones de visitas al mes.

## Historia
El fundador Matt Saincome comenzó a proponer la idea de The Hard Times en 2012 cuando estudiaba periodismo en la Universidad Estatal de San Francisco. Fundó formalmente The Hard Times con su hermano Ed y el comediante Bill Conway en diciembre de 2014, luego de un lanzamiento preliminar a principios de año.
En septiembre de 2016, el sitio superó los 3 millones de visitas y firmó una asociación publicitaria con Vice Media.
En 2017, el sitio lanzó Hard Drive para artículos relacionados con videojuegos y comenzó a desarrollar contenido de video. El sitio eligió a Jeremy Kaplowitz, Mike Amory y Mark Roebuck como editores cofundadores.
En 2018, The Hard Times comenzó a trabajar en un libro y un programa de televisión.
En 2019, varios editores de The Hard Times y el actor Phil Jamesson crearon una cuenta parodia de un candidato presidencial ficticio, Ace Watkins, en Twitter, en la que el candidato ficticio afirmaba aspirar a ser «el primer presidente gamer». La cuenta de Twitter acumuló más de 40.000 seguidores varios días después de su creación.
Hard Times Media LLC vendió The Hard Times a Project M Group, la empresa matriz de las revistas Revolver y Inked, en julio de 2020, manteniendo la propiedad de Hard Drive.
En mayo de 2023, The Hard Times se separó del Proyecto M y una vez más es propiedad de los fundadores del sitio y está operado de forma independiente por ellos.